# Epiplema parvaria
Epiplema parvaria är en fjärilsart som beskrevs av Walker 1861. Epiplema parvaria ingår i släktet Epiplema och familjen Uraniidae. Inga underarter finns listade i Catalogue of Life.